# انگیزه‌های شخصی
انگیزه‌های شخصی (اسپانیایی: Motivos personales‎) یک مجموعهٔ تلویزیونی اسپانیایی است که در سال ۲۰۰۶ منتشر شد.

## گزیدهٔ بازیگران
- لیدیا بش
- فرناندو گی‌ین
- کُنچا بلاسکو
- دانیل فریره
- بلن لوپس
- جان کورنت
- میگل آنخل سیلوستره
- الکس گونزالس
- النا بایستروس
- آسی‌یر اِچاندیا
- ماریان آلبارس
- اوسان یون
- مانولو سولو
- لوئیس اُمار
- آلیسیا بوراچرو
- خینس گارسیا میان
- فلیکس کوبرو
- چما بلاسکو